# Dionisio Lazzari
Dionisio Lazzari, né le 17 octobre 1617 à Naples, où il est mort le 9 août 1689, est un architecte et sculpteur baroque italien.

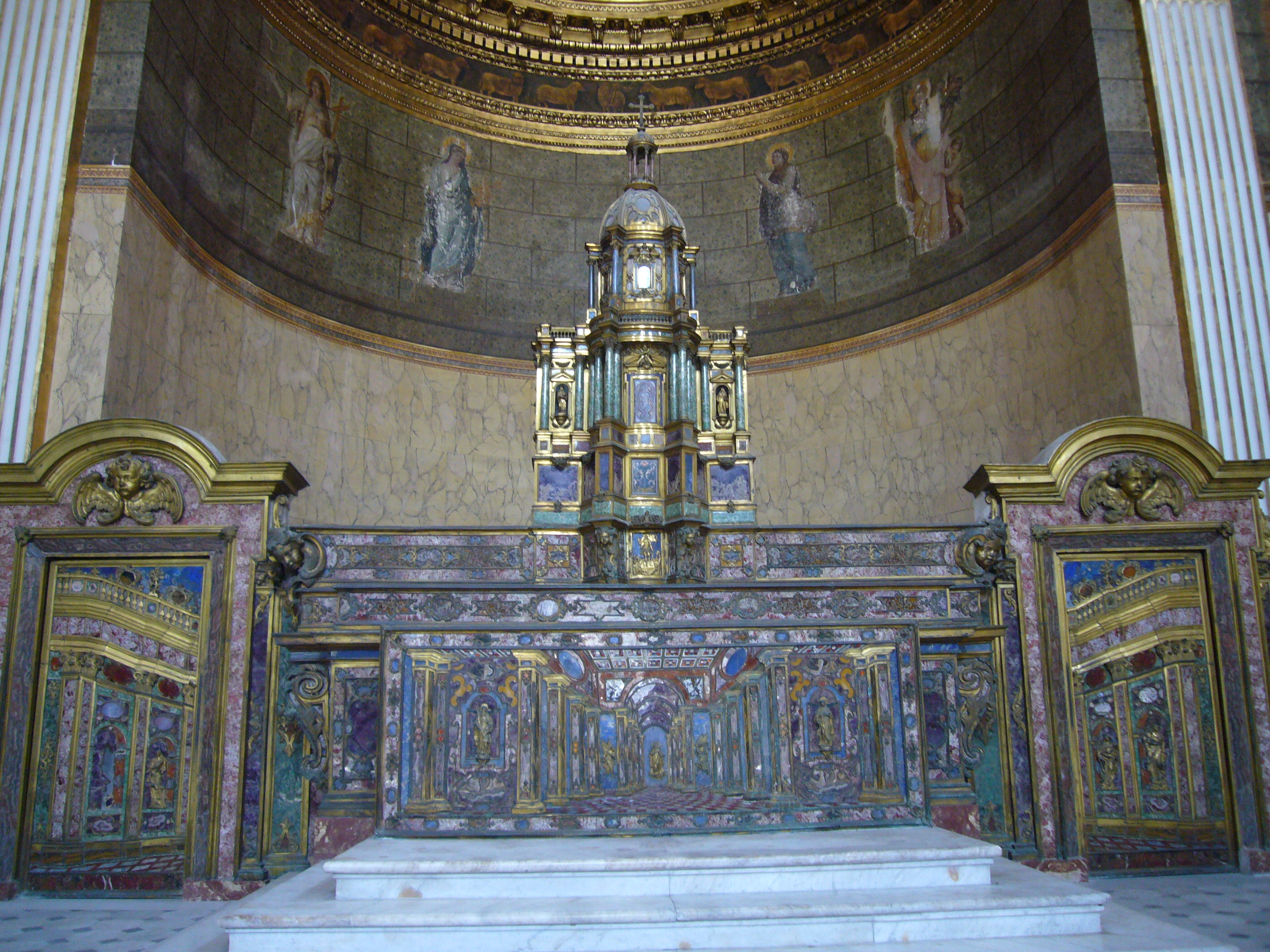
Autel de la chapelle du Palais royal de Naples.

## Biographie
Dionisio Lazzari est le fils de Jacopo Lazzari et Caterina Papini. Jacopo étant né à Florence, son fils Dionisio montre des influences toscanes. Le style de Dionisio se rapproche du baroque napolitain, illustré par Cosimo Fanzago.
Son art se caractérise par l'incrustation polychrome de pierres fines dans le marbre formant des compositions géométriques ou figuratives à base de motifs architecturaux, de vases, de fleurs ou de putti.

## Collections publiques
La plupart des œuvres de Dionisio Lazzari sont à Naples :
- 1642, chapelle Firrao, église San Paolo Maggiore, Naples
- Multiples chapelles et les décorations de la cathédrale de Naples à partir de 1646
- 1654, dessins de l'église des Girolamini de Naples et du couvent des Oratoriens adjacent
- 1662, façade de la basilique San Lorenzo Maggiore de Naples, ensuite remaniée par Ferdinando Sanfelice
- 1674-1691, autel de l'église Santa Teresa degli Scalzi de Naples, aujourd'hui dans la chapelle du palais royal de Naples
- 1680, coupole de l'église Santa Maria di Montesanto de Naples
- 1684, réfection de l'église Santa Maria Egiziaca a Forcella de Naples

## Galerie photographique

Œuvres de Dionisio Lazzari
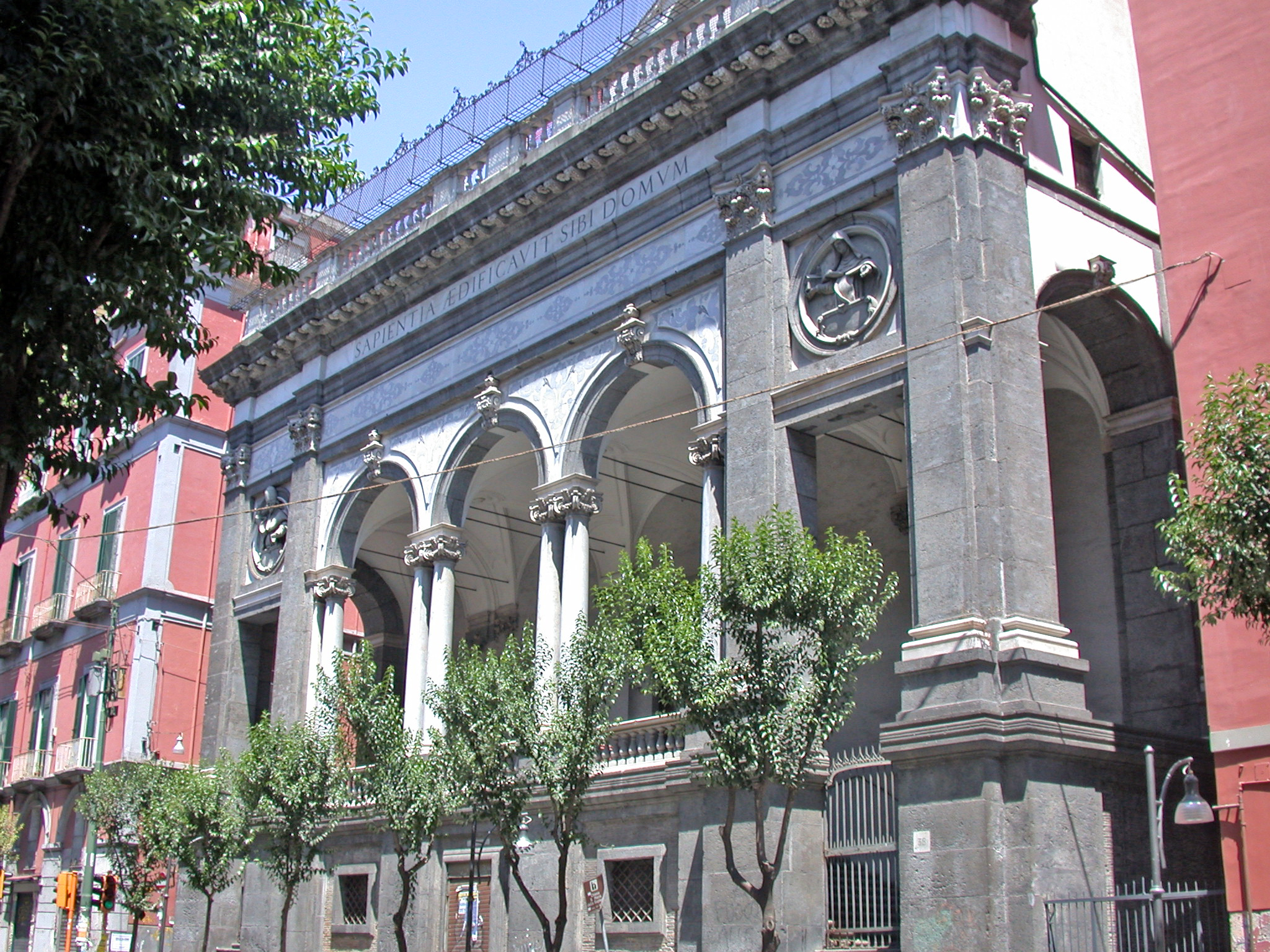
Façade de l'église Santa Maria della Sapienza de Naples.
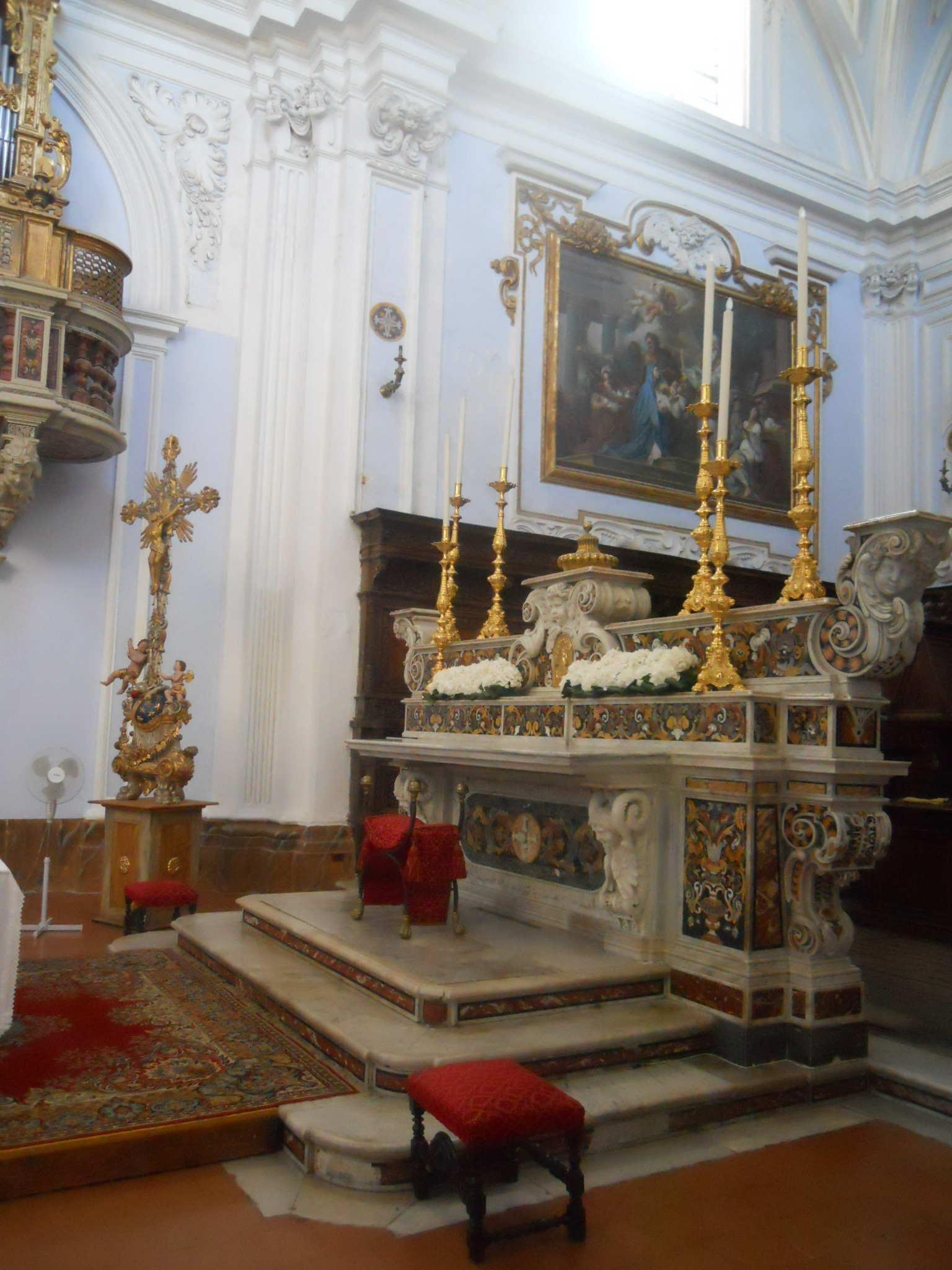
Autel du Santuario della Santissima Annunziata de Gaète.
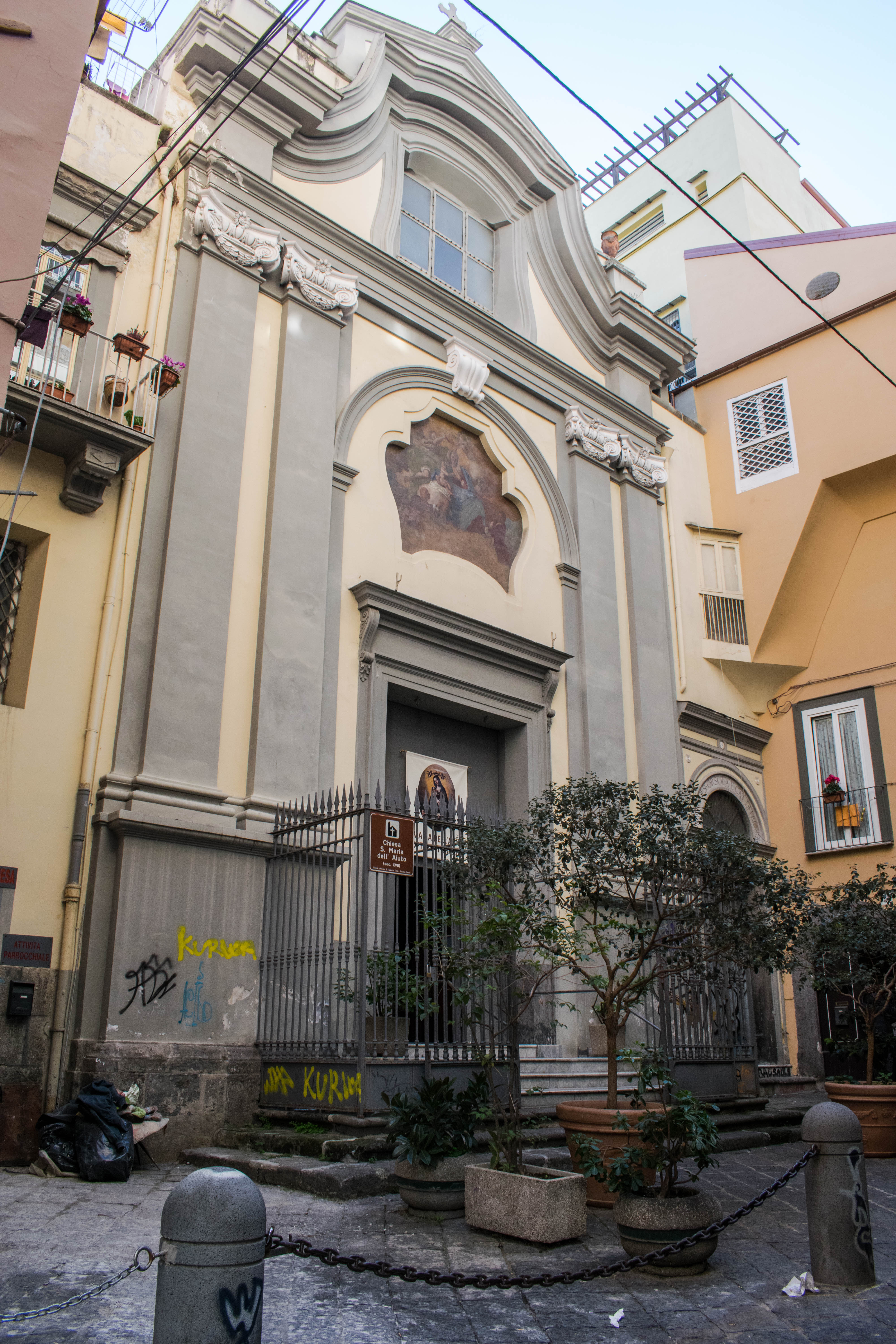
Façade de l'église Santa Maria dell'Aiuto de Naples.

## Élèves
- Arcangelo Guglielmelli
- Gian Dominico Vinaccia

## Sources
- (en) Cet article est partiellement ou en totalité issu de l’article de Wikipédia en anglais intitulé « Dionisio Lazzari » (voir la liste des auteurs).

- (it) Cet article est partiellement ou en totalité issu de l’article de Wikipédia en italien intitulé « Dionisio Lazzari » (voir la liste des auteurs).